# Dan Grigore (politician)
Dan Grigore (n. 1 iulie 1968, București) este un politician român, fost membru al Parlamentului României. Dan Grigore a fost ales ca deputat pe listele PRM. Dan Grigore a devenit deputat independent în perioada iunie 2005 - februarie 2008. În perioada februarie 2008 - iunie 2008 a fost membru PDL. În iunie 2008, Dan Grigore a devenit membru al Partidului Conservator. În cadrul activității sale parlamentare, Dan Grigore a fost membru în grupurile parlamentare de prietenie cu Republica Slovenia, Japonia și Republica Arabă Egipt.